# Little Nightmares III
Little Nightmares III (з англ. — «Маленькі кошмари 3») — майбутня відогра в жанрі платформера з елементами квесту і хорору, що розробляється компанією Supermassive Games . Гра буде випущена компанією Bandai Namco Entertainment для Nintendo Switch, PlayStation 4, PlayStation 5, Windows, Xbox One та Xbox Series X/S. Є продовженням ігор Little Nightmares (2017) та Little Nightmares II (2021). У відеогрі розповідається про двох нових головних героїв-дітей, Лоу (англ. Low) та Самотньої (англ. Alone), які подорожують «Ніде» (англ. The Nowhere) і втікають від усіх загроз. Офіційний випуск гри заплановано на 2024 рік.

## Геймплей
Як і його попередники, дія Little Nightmares III відбувається у 2,5D-світі. Гравець повинен досліджувати світ, періодично стикаючись із ситуаціями чи головоломками, які необхідно вирішити, щоб пройти далі. На відміну від перших двох ігор, тепер гравець може грати або поодинці з комп'ютером, керованим штучним інтелектом, або з іншим гравцем у мережевому кооперативному режимі . Два головних героя мають нову і в той же час різну механіку гри: Лоу володіє луком та стрілами, а Одна використовує гайковий ключ для захисту чи просування.

## Розробка
2021 року шведська студія Tarsier Studios підтвердила, що Little Nightmares II стане її останньою грою, оскільки вони були придбані Embracer Group у грудні 2019 року; але оскільки інтелектуальні права на Little Nightmares належать Bandai Namco, видавець має намір продовжити серію без Tarsier Studios .
У серпні 2023 року Little Nightmares III була представлена на виставці Gamescom Opening Night Live . На відміну від своїх попередників, гра розроблена виключно Supermassive Games, а не початковим розробником франшизи. Supermassive вже мав досвід роботи з франшизою Little Nightmares, а саме з розробкою покращених портів другої частини для PlayStation 5 і Xbox Series X/S .
Також була анонсована серія подкастів під назвою The Sounds of Nightmares, перші два епізоди якої були випущені на YouTube-каналі Bandai Namco Europe 22 серпня 2023 року, і цього ж дня була анонсована сама відеогра .